# Johann Krause
Johann Krause, též Jan Krause, byl rakouský učitel a politik německé národnosti z Haliče, během revolučního roku 1848 poslanec Říšského sněmu.

## Biografie
Roku 1849 se uvádí jako Johann Krause, soukromý učitel ve městě Jarosław.
Během revolučního roku 1848 se zapojil do veřejného dění. Ve volbách roku 1848 byl zvolen i na ústavodárný Říšský sněm. Zastupoval volební obvod Jarosław. Tehdy se uváděl coby soukromý učitel. Náležel ke sněmovní levici. Byl jedním z pěti poslanců německé národnosti zvolených v Haliči.
V prosinci 1849 tisk uváděl, že bývalý poslanec Johann Krause pobývá v zahraničí. Krajský uřad v Přemyšli ho vyzval, aby se vrátil, protože porušil zákony o vycestování.